# Plesina zimini
Plesina zimini là một loài ruồi trong họ Tachinidae.